# Pierpaolo Frattini
Pierpaolo Frattini (ur. 23 lutego 1984 w Varese) – włoski wioślarz.

## Osiągnięcia
- Mistrzostwa Świata Juniorów – Zagrzeb 2001 – czwórka ze sternikiem – 4. miejsce[1].
- Mistrzostwa Świata Juniorów – Duisburg 2001 – czwórka podwójna – 3. miejsce[1].
- Mistrzostwa Świata Juniorów – Troki 2002 – czwórka podwójna – 1. miejsce[1].
- Igrzyska Olimpijskie – Ateny 2004 – ósemka – 7. miejsce[1].
- Mistrzostwa Świata U-23 – Amsterdam 2005 – ósemka – 2. miejsce[1].
- Mistrzostwa Świata – Gifu 2005 – ósemka – 2. miejsce[1].
- Mistrzostwa Świata U-23 – Hazewinkel 2006 – ósemka – 3. miejsce[1].
- Mistrzostwa Świata – Eton 2006 – ósemka – 2. miejsce[1].
- Mistrzostwa Świata – Poznań 2009 – ósemka – 6. miejsce[1].
- Mistrzostwa Europy – Brześć 2009 – ósemka – 5. miejsce[1].
- Mistrzostwa Europy – Montemor-o-Velho 2010 – ósemka – 6. miejsce[1].